# Клан Элфинстоун

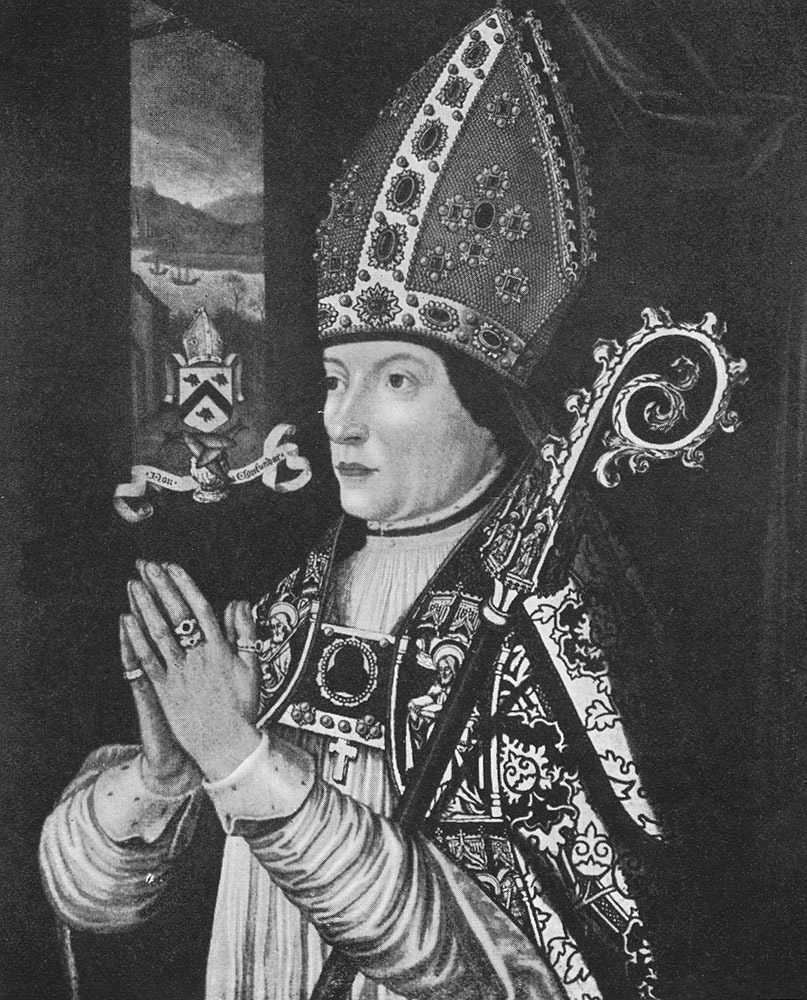
Уильям Эльфинстоун (1431—1514), епископ Росса (1481—1483) и Абердина (1483—1514)

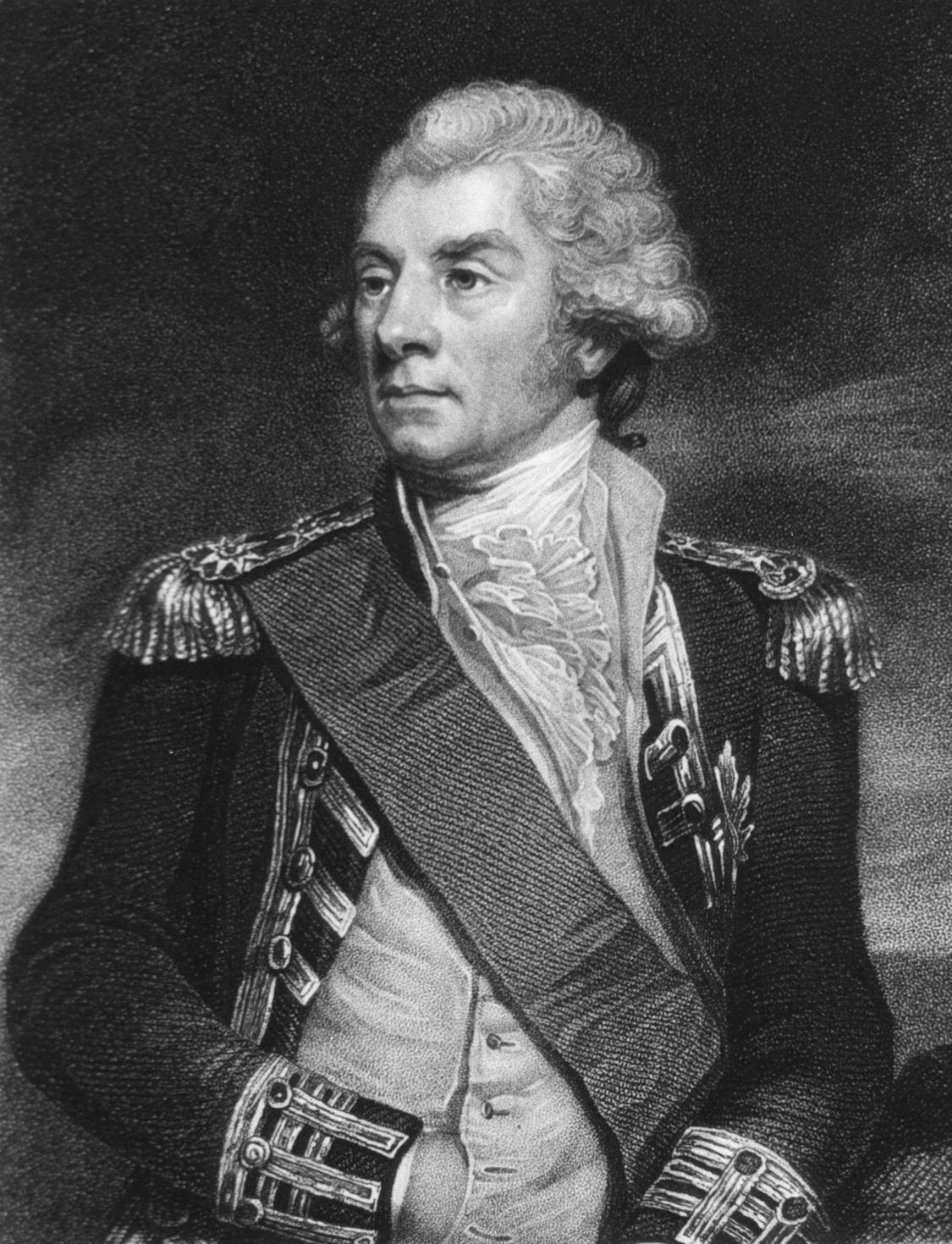
Адмирал Джордж Кейт Элфинстоун, 1-й виконт Кейт (1746—1823)

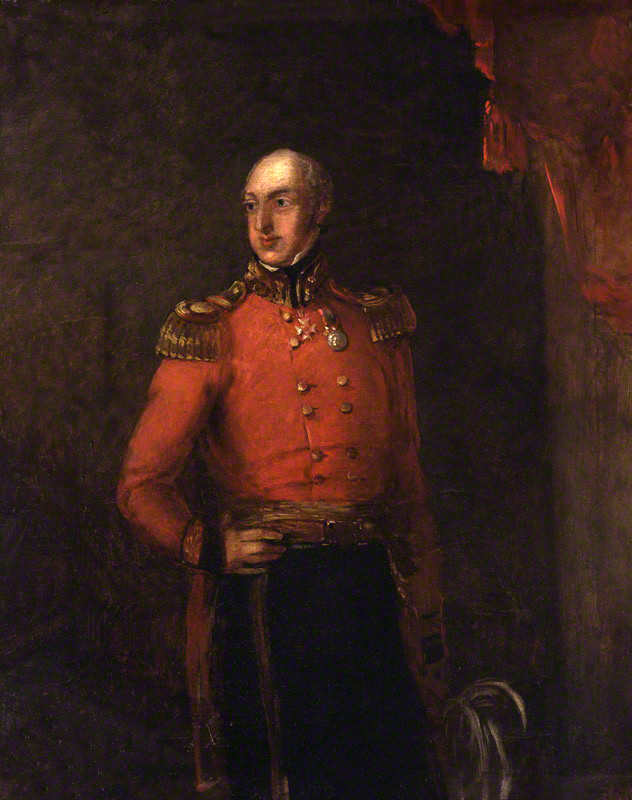
Генерал-майор Уильям Джордж Кейт Эльфинстоун (1782—1842)

Клан Элфинстоун (шотл. — Clan Elphinstone, гэльск. — Clann Erth) — один из кланов равнинной части Шотландии (Лоуленд).
- Девиз клана: Cause causit (лат.) — «Ниспосланный случай» (Cause caused it или chance produced it)
- Земли клана: Стерлингшир[англ.] и Абердиншир
- Вождь клана: Александр Маунтстюарт Элфинстоун, 19-й лорд Элфинстоун и 5-й барон Элфинстоун[англ.]
- Резиденция вождя клана: Замок Элфинстоун-тауэр, Стерлингшир[англ.][2]
- Союзные кланы: Суинтон, Сетон

## История клана Элфинстоун

### Происхождение клана Элфинстоун
В давние времена клан назывался гэльском языке Эрт (гэльск. — Erth). Это название территориального происхождения — земли, на которых жил клан назывались Эйрт (гэльск. — Airth). Они расположены возле деревни Плейн в Стерлингшире. В древности клан построил замок Плейн. Первый замок клана Эйрт был возле города Транент в Ист-Лотиане. Впервые в исторических документах клан упоминается в 1235 году по землям Ист-Лотиана в деле Аллана Суинтона. В документе упоминается название клана Элфинстоун (шотл. — Elfinstun). Вероятно, речь идет о Джоне де Суинтоне, который позднее стал Джоном де Элфинстоуном.
Существует историческое предание, которое утверждает, что клан Элфинстоун происходит от фламандского рыцаря, которого звали Хельфенштейн (флам. — Helphenstein). Есть еще третья теория, которая объясняет, что название клана Элфинстоун происходит от гэльского выражения «Алпин тун» — Alpin tun — усадьба Алпина.

### XIV—XVII века
Сэр Джон де Элфинстоун женился на Маргарет де Сетон, дочери Кристофера де Сетона и племяннице короля Шотландии Роберта Брюса. Один из потомков Джона Уильям Эльфинстоун (1431—1514) стал ректором Киркмайкла (шотл. — Kirkmichael). Уильям изучал гражданское и канонического права в Париже, и в конце концов стал профессором права в университете. Потом он стал епископом Абердина в 1484 году, а позднее получил должность лорда-канцлера Шотландии (1488). Уильям Эльфинстоун позже получил деньги от папы римского Александра VI в 1494 году для основания университета Абердина.
Двоюродный брат епископа Уильяма Эльфинстоуна — сэр Александр Элфинстоун (? — 1513), сын Джона Элфинстоуна, получил титул лорда Элфинстоун от короля Шотландии Якова IV Стюарта. Александр Элфинстоун и король Яков были убиты в битве при Флоддене в 1513 году. Его сын Александр — Александр Элфинстоун, 2-й лорд Элфинстоун (1510—1547), был убит в битве при Пинки в 1547 году.
В 1599 году Александр Элфинстоун, 4-й лорд Элфинстоун (1552—1638), был назначен судьей Верховного суда Шотландии.

### XVIII век
Вожди младшей ветви клана Элфинстоун получили титул лордов Балмерино. Они были убежденными якобитами. Артур Элфинстоун, 6-й лорд Балмерино (1688—1746), был захвачен в плен после битвы при Каллодене и обезглавлен в августе 1746 года.
Джон Элфинстоун, 11-й лорд Элфинстоун (1737—1794), был заместителем губернатора Эдинбургского замка.

### XIX-XX века
Один из младших братьев 11-го лорда Элфинстоуна, Джордж Кейт Элфинстоун (1746—1823), был выдающимся военно-морским офицером. Он служил на кораблях, охранявших британское судоходство у восточного побережья Америки. Ему был дарован титул барона Кейта (1797), потом он получил титул 1-го виконта Кейта (1814). В 1814 году племянник виконта, будущий генерал-майор Уильям Джордж Элфинстоун (1782—1842), был полковником британской армии и принимал участие в битве при Ватерлоо в 1815 году. Позже он был назначен главнокомандующим британской армии в Бенгалии, в 1837 году и возглавил роковую и трагическую военную кампанию в Афганистане в 1841 году.

### Вождь клана Элфинстоун
Нынешний вождь клана Элфинстоун — Александр Маунтстюарт Элфинстоун, 19-й лорд Элфинстоун и 5-й барон Элфинстоун (род. 15 апреля 1980), сменил своего отца на этой должности в 1994 году в возрасте 14 лет.

### Замки клана Элфнистоун
- Замок Элфинстоун-Тауэр[англ.], в окрестностях города Транент, Ист-Лотиан
- Элфинстоун-Тауэр, Фолкерк[англ.]
- Замок Плейн[англ.], у деревни Плейн, Стерлинг.